# Bob Oakley
Bob Oakley, właśc. Robert Lawford Oakley (ur. 31 grudnia 1921 w Southampton, zm. 1 listopada 1999 w Winchesterze) – brytyjski żużlowiec.

## Życiorys
W swojej karierze raz wystąpił w turnieju finałowym indywidualnych mistrzostw świata. Miało to miejsce w 1952 roku, gdy na stadionie Wembley zajął 3. miejsce i zdobył brązowy medal. Był to jego pierwszy i jedyny w karierze start w tych zawodach.